# Maj-Britt Klenke
Maj-Britt Klenke (* 1992 in Berlin) ist eine deutsche Schauspielerin.

## Leben
Maj-Britt Klenke absolvierte ein Schauspielstudium von 2013 bis 2017 an der Otto Falckenberg Schule in München. Während ihres Studiums wurde sie als Theater-Schauspielerin aktiv. Seit 2016 spielt sie in Film und Fernsehen. Seit 2018 gehört sie zum Ensemble des Traumschüffs in Oranienburg.

## Filmografie (Auswahl)
- 2019: Das freiwillige Jahr
- 2020: Die Donau ist tief. Ein Krimi aus Passau
- 2021: Das Quartett: Die Tote vom Balkon
- 2023: Polizeiruf 110: Der Gott des Bankrotts
- 2023: Polizeiruf 110: Du gehörst mir
- 2023: SOKO Potsdam: Ein Schlag zu viel (Fernsehserie)
- 2024: SOKO Linz – Signature Styles (Fernsehserie)
- 2024: Der Kommissar und die Angst